# Əlibəyqışlaq
Əlibəyqışlaq è un comune dell'Azerbaigian situato nel distretto di Quba. Conta una popolazione di 881 abitanti.